# Война сонтаранцев
«Глава вторая: Война сонтаранцев» (англ. Chapter Two: War of the Sontarans) — вторая серия тринадцатого сезона британского телесериала «Доктор Кто» и вторая часть шестисерийной истории «Поток», занимающей весь сезон. Премьера состоялась 7 ноября 2021 года на канале BBC One. Сценарий серии написал главный сценарист и исполнительный продюсер Крис Чибнелл, режиссёр серии — Джейми Магнус Стоун.
Роль Тринадцатого Доктора исполнена актрисой Джоди Уиттакер, в ролях спутников Ясмин Хан и Дэна Льюиса — Мандип Гилл и Джон Бишоп соответственно.

## Сюжет
После столкновения с Потоком в предыдущей серии Доктор, Дэн и Яс перенеслись в окрестности Севастополя в 1855 год во время Крымской войны, встретили Мэри Сикол и узнали, что британские войска воюют не с Российской империей, а с сонтаранцами. Однако Дэн и Яс исчезают, переносясь во времени и пространстве, а Доктор не может войти в ТАРДИС, чтобы найти их, из-за исчезновения дверей машины времени. Доктор выясняет, что из-за Потока время изменено, и на месте России и Китая находится Сонтар. Обманув сонтаранца-разведчика, Доктор договаривается о переговорах с их генералом. Там она узнаёт, что сонтаранцы успели проникнуть под щит лупари, окруживший Землю, и переписали историю, чтобы утолить свою жажду войны.
Тем временем Яс оказалась в храме Атропос на планете Время, где она сперва встречается с Джозефом Уильямсоном, а потом Виндером, который прибыл туда незадолго до неё. Их обоих просят починить храм. В храме появляются Рой и Лазурь и захватывают его, убивая хранителей храма мойр.
Дэн возвращается в Ливерпуль 2021 года, в мир, захваченный сонтаранцами. От отряда сонтаранцев его спасают родители. Он узнаёт, что благодаря трёхминутному затмению из-за кораблей лупари, сонтаранцы приземлились в порту Ливерпуля и организовали там оперативную базу. Дэн проникает на один из сонтаранских кораблей и связывается с Доктором, также пробравшейся на корабль в Крыму. Она приказывает ему предотвратить в 2021 году нападение сонтаранцев на прошлое.
Дэна обнаруживают сонтаранцы, но его спасает Карваниста. Вдвоём они уничтожают флот, направив один из кораблей на остальные и создав темпоральный взрыв. Сами они успевают эвакуироваться. Доктор в Крыму срывает снабжение сонтаранцев воздухом, заставив их ретироваться, однако британский генерал Логан из мести за солдат подрывает корабли. Доктор возвращает ТАРДИС под свой контроль, подбирает Дэна в Ливерпуле.
ТАРДИС вновь испытывает неполадки и уносит Доктора и Дэна на планету Время. В храме Атропос, через который протекает вся темпоральная энергия, их встречают Рой и Лазурь. По словам Роя, из-за ослабления мойр, на которых держится время во вселенной, последнее вырывается из-под контроля. Взамен убитых мойр Рой использовал Яс и Виндера, зная, что сила времени не рассчитана на человеческие тела. Доктор просит Роя не активировать храм, но тот не слушает её.

## Производство

### Разработка
Серия написана главным сценаристом и исполнительным продюсером сезона Крисом Чибнеллом. Появившись в первой серии, вернулись сонтаранцы. Это первая полноценная серия про сонтаранцев с двухсерийной истории «План сонтаранцев»/«Отравленное небо» 2008 года. Сонтаранцы впервые с того времени получили редизайн, став более похожими на внешность в классическом сериале в 1970-х годах.

### Актёрский состав
Сезон стал третьим для Джоди Уиттакер в роли Тринадцатого Доктора, а также Мандип Гилл в роли Ясмин Хан. Джон Бишоп присоединился к команде в роли нового спутника Дэна Льюиса. В серии также сыграли Джейкоб Андерсон, Сара Пауэлл, Аннабель Шоли, Сэм Спруэлл, Роченда Сандалл, Крейг Элс, Стив Орэм, и Джонатан Уотсон.

### Съёмки
Джейми Магнус Стоун, который был режиссёром четырёх серий предыдущего сезона, стал режиссёром первого блока, состоящего из первой, второй и четвёртой серий сезона. Первоначально съёмки должны были начаться в сентябре 2020 года, но в итоге из-за пандемии COVID-19 начались в ноябре 2020 года.

## Показ и критика
| Агрегированные оценки            | Агрегированные оценки |
| Источник                         | Рейтинг               |
| -------------------------------- | --------------------- |
| Rotten Tomatoes (Tomatometer)    | 100 %                 |
| Rotten Tomatoes (средняя оценка) | 7,3/10                |
| Оценки критиков                  |                       |
| Источник                         | Рейтинг               |
| Radio Times                      | [ 12 ]                |
| The A.V. Club                    | B                     |
| The Independent                  | [ 14 ]                |
| The Telegraph                    | [ 15 ]                |

### Показ
Премьера серии состоялась 7 ноября 2021 года. Представляет собой вторую серию истории из шести частей под названием «Поток», занимающей весь 13-й сезон. На американском канале BBC America серия вышла в тот же день, вернувшись на более поздний слот после одновременной с Великобританией премьеры первой серии. Премьера на русском языке состоялась в тот же день на стриминговом сервисе КиноПоиск HD.

### Рейтинги
Премьеру серии на BBC One посмотрело 3,96 миллиона зрителей (доля зрителей — 26,9 %). Индекс оценки серии составил 76 из 100. За семь дней количество зрителей возросло до 5,1 миллионов, и серия стала 13-й про просмотрам программой недели в Великобритании и 4-й на канале BBC One. Показ серии на BBC America посмотрело 305 тысяч зрителей.

### Критика
На сайте-агрегаторе критики Rotten Tomatoes 100 % из 9 критиков дали серии положительную оценку, и средний рейтинг составил 7,3 из 10.